# 議長
議長（ぎちょう、英: chairperson）は、会議を代表し、会議の運営を統括する役職である。類似する役職に「座長」がある。

## 概要
組織によっては議事運営以外の執行権限を付与されることもあり、最高決議機関の議長を組織全体の代表とする組織もある。英語表記の翻訳でSpeaker、Chairman、Presidentなどに対する訳語として用いられる。英語圏でChairmanと言った場合は強い実権を伴う代表者であることが多く、代表取締役の肩書きとして用いられる場合もある。日本の国家機関における「議長」の肩書きは、1869年（明治2年）に設けられた各藩など代表による議会である公議所の議長までさかのぼる。
同様の役職が委員長、主席といった職名であることもある。たとえば、中華人民共和国における全国人民代表大会の議長役の職名は「常務委員長」、中国人民政治協商会議においては「主席」である。

## 議会における議長

### 各国の議長
議会の議長は議会内の秩序維持、議事整理、議会の事務処理などに責任を負うが、アメリカの下院議長（大統領継承順位第2位）、ドイツ連邦参議院議長（基本法第57条の規定により、連邦大統領が欠けた際の職務代行者）などのように国家元首が何らかの理由で欠けた場合にその継承者あるいは職務代行者となると定められている場合もある。
| 国及び地域       | 一院制                                                                        | 両院制             | 両院制         |
| 国及び地域       | 議会                                                                          | 下院               | 上院           |
| ---------------- | ----------------------------------------------------------------------------- | ------------------ | -------------- |
| 日本             |                                                                               | 衆議院議長         | 参議院議長     |
| アメリカ合衆国   |                                                                               | 下院議長           | 上院議長       |
| イギリス         |                                                                               | 庶民院議長         | 貴族院議長     |
| フランス         |                                                                               | 国民議会議長       | 元老院議長     |
| ドイツ           |                                                                               | ドイツ連邦議会議長 | 連邦参議院議長 |
| イタリア         |                                                                               | 代議院議長         | 元老院議長     |
| カナダ           |                                                                               | 庶民院議長         | 元老院議長     |
| オーストラリア   |                                                                               | 代議院議長         | 元老院議長     |
| アルゼンチン     |                                                                               | 下院議長           | 上院議長       |
| チリ             |                                                                               | 代議院議長         | 元老院議長     |
| ロシア           |                                                                               | 国家会議議長       | 連邦会議議長   |
| 中国             | 全国人民代表大会常務委員会委員長（非会議中）/全国人民代表大会主席団（会議中） |                    |                |
| 台湾             | 立法院院長                                                                    |                    |                |
| 香港             | 香港特別行政区立法会主席                                                      |                    |                |
| 韓国             | 国会議長                                                                      |                    |                |
| ニュージーランド | 代議院議長                                                                    |                    |                |
| シンガポール     | 国会議長                                                                      |                    |                |
| イスラエル       | クネセト議長                                                                  |                    |                |
| ウクライナ       | 最高議会議長                                                                  |                    |                |
| 北朝鮮           | 最高人民会議常任委員会委員長（非会議中）/最高人民会議議長（会議中）           |                    |                |
| ベトナム         | 国会議長                                                                      |                    |                |
| 1. 2. 3. 4.      |                                                                               |                    |                |

### 日本
国会及び地方議会の代表者で会議主宰者である。議長席は議場内中央最上段に設けられる。

#### 国会の議長
両議院の議長は国会法上の役員である（国会法第16条第1号）。

##### 選任
議長は各院それぞれ議員の中から単記無記名投票で互選で選ばれ、最多得票者が議長となる（国会法第23条、衆議院規則第3条、参議院規則第4条）。内閣総理大臣指名選挙が記名投票であるのに対して議長選挙は無記名投票である。議長の進退は国事行為の対象ではないが、慣例として議長は就任時と辞任時に皇居へ参内し、就任時には天皇に面会し挨拶を、辞任時は天皇への挨拶の記帳を行う。
一般的に議院第一会派の長老格の政治家が選出される例が多く、「あがりポスト」と目されている。1973年から両議院議長は、公平さを期す為に自分が所属する会派を離脱して、無所属活動が慣例である。以前は重宗雄三など所属政党の人事に影響力を行使した例もあったが、衆議院で以前に正副議長の離党が申し合わせた時期もあった。党籍は維持する例と離党する例が混在する。任期満了直後の選挙に出馬する場合、衆議院は所属政党の公認で立候補することが通例で、参議院は選挙区（旧地方区）で立候補をする場合は非公認で立候補をすることが通例である。イギリス下院議長のような、完全に党を離れ選挙では主要政党が対抗候補を出さないといった徹底した中立性はない。
日本国憲法下では議長選挙ではほぼ全会一致で選出される例が多いが、1955年3月の衆議院議長選挙で益谷秀次が三木武吉と争う例、1971年7月の参議院議長選挙で河野謙三が木内四郎と争う例、1993年8月の衆議院議長選挙で土井たか子が奥野誠亮と争う例もあった。いずれも前者が選出された。
戦後間もない1948年に衆議院議長職経験を持つ山崎猛が首班候補とする山崎首班構想があり、戦後日本政治の過渡期は衆議院議長経験者がさらなる権力意欲を目指して政権要職に就任する例が珍しくなかった。戦後日本政治の過渡期以後、議長ポストは長老格の政治家が最後に就任する「あがりポスト」とみなされる。前尾繁三郎や坂田道太は、議長退任後に首相就任の声がかかった際に「議長経験者が首相になるのは国会の権威の上からよくない」として辞退したこともあり、1970年代以降は議長経験者がさらなる権力欲を目指すことは慎むべきとする風潮が浸透した。議長候補にあげられた二階堂進や小渕恵三は、前述の風潮を重んじて首相に意欲を示して議長就任を断る。1978年12月以降で議長経験者が行政要職に就任した例は、土屋義彦（1991年10月4日議長退任・1992年7月13日埼玉県知事就任）や江田五月（2010年7月25日議長退任・2011年1月14日法務大臣就任）があるが、議長経験者の行政要職就任は議長の権威を損ねるとして批判的な意見もある。土井たか子と綿貫民輔が衆議院議長職経験後に小政党の党首に就任し、首班指名選挙で票を得た例がある。
議会が自ら選任した役員を解任するには、国会法など議会法上に特段の定めがある場合を除いて成し得ない。現在は国会法で常任委員長は解任規定を定め、本会議の解任決議を可決させて解任させることができる（国会法第30条の2）。議長は本会議で不信任決議を可決させても法的拘束力を有しないとされる。不信任決議を受けた議長が自発的な辞任を拒否した場合、強制的に失職させるために懲罰事犯として除名して議員資格を失わせた例があるが、議長が慣例を無視して自らについての議案の審議も副議長に議事運営を代行させず、かつ職権で懲罰議決の審議や採決を行わせなければ不可能である。

##### 任期
議長の任期は各々議員としての任期による（国会法第18条）。ただし、参議院では通常選挙後の国会召集時に辞任して改めて選挙が行うことが慣例となっている。

##### 権限
議長の権限には次のようなものがある。
- 議院秩序保持権（国会法第19条）

権利であると同時に義務であると解されている。議員秩序保持権には議院警察権（国会法第114条）も含まれる。
- 議事整理権（国会法第19条）

議事日程の決定（国会法第55条）や委員会への付託（国会法第56条第2項）、開議の決定（衆議院規則第103条、参議院規則第81条）が議事整理権に含まれる。議長決裁権（国会法第61条）もこれに含まれる。
議長が有する議事整理権は政治的に大変強力な権限であるが、実際には議院運営委員会に諮問という形で議事整理に関する判断を委ねる慣行が成立しているため、自己の判断により権限を行使する機会の少ないポストであることから政界においては事実上の名誉職とみられている。本会議の進行中に与野党の事前の打ち合わせと異なる事態が発生した際には、議院運営委員会理事が寄り集まって協議し、その結論に従って議長が議事進行を行う光景が見られる。議長が政治的影響力を行使する局面は、与野党の対立が膠着状態になった際の斡旋や調停などに限られている。議長の権威を背景に、斡旋案提示や党首会談などを呼び掛け、与野党双方がメンツを保ちながら決着につなげる。ただ、斡旋が不調に終われば議長の権威が傷つき、辞任に追い込まれることもある。
- 議院事務監督権（国会法第19条）
- 議院代表権（国会法第19条）

議長は議院を代表して奏上・送付・受理などを行う。
旧皇室典範下の皇室儀制令における帝国議会両院議長の宮中席次は、国務大臣、枢密顧問官、大将およびその他の親任官より下位にあったが、日本国憲法下では、明文規定はないものの慣行上内閣総理大臣の次席に置かれる。1980年から1990年中期まで自由民主党では衆参両院の議長経験者を総裁・副総裁経験者とともに最高顧問として遇していたことなど、公的な席や政界において国会両院の議長には三権の長の一人としての高い格式が与えられている。

##### 副議長
副議長は議長に事故があるとき又は議長が欠けたときに会議を主宰する者（国会法第21条）。具体的には議長が病休または事故などで不在の時、あるいは議事が長時間になり議長が休息を取る時に議長席に座り議会を進行させる。その職務内容及び権限は正議長に準ずる。
両議院の副議長は国会法上の役員である（国会法第16条第2号）。副議長の任期は議員としての任期による（国会法第18条）。ただし、参議院では通常選挙後の国会召集時に辞任して改めて選挙が行うことが慣例となっている点は議長と同じである。
副議長も議員内から互選で選ばれる。国会の慣例では衆参両議院議長は第一会派から選ばれるのに対し、副議長は第二会派から選ばれるが、議長同様公平さを期す為に所属政党、あるいは所属会派を離党・離脱して、無所属で活動することが慣例となっている（以前は副議長も第一会派から選ばれていた）。

##### 仮議長
仮議長は議長及び副議長に共に事故があるときに置かれる議長（国会法第22条第1項）。選び方は事務総長か事務局長が議長席に座り、仮議長選出選挙を行い、最多得票者が仮議長となる（国会法第22条第2項）。ただし、議院は仮議長の選任を議長に委任することもできる（国会法第22条第3項）。 仮議長も国会法上の役員とされ（国会法第16条第3号）、その職務と議事進行に関わる一切の権限は正議長に準ずる。
最近の選出例としては、2004年(平成16年)6月5日の参議院本会議において、国民年金法改正案の審議にあたり、野党から議長不信任決議案が提出されたが、野党出身の副議長が散会を宣告して（無効な散会ということで取り扱われた）本会議の議事続行を拒絶したため、議長不信任案の審議のため竹山裕自由民主党参議院議員会長を仮議長に選出した事例がある。

#### 地方議会の議長
都道府県議会、市町村議会に議長が存在する。議員の任期にかかわらず1～2年で交代する慣例となっている自治体もある。国会同様議長は採決に参加しないため、定数の少ない市町村議会では「議長を出した側が採決で負けるため議長職を押し付け合う」という事態も時折発生する（近年では2007年の大阪府千早赤阪村議会、2018年9月9日の沖縄県与那国町議会）。
臨時議長
臨時議長とは、地方自治体議会において置かれる臨時の議長である。地方自治体議会では、初招集日で正副議長が決まっていない場合、出席者の中で年長議員を臨時議長にして、議長選出選挙を行う。いわば議長選出選挙を行う為だけに置かれる議長であって、仮議長とは異なる。出席者の内で最年長議員が臨時議長に就いても、更に年長の議員が途中出席した場合は、速やかに臨時議長を交代しなければならない。

## 軍隊における議長
アメリカ統合参謀本部議長 (Chairman of the Joint Chiefs of Staff）
- 日本の自衛隊の統合幕僚長も2006年までは統合幕僚会議議長だった。大日本帝国陸海軍の「軍事参議院」においても議長職がおかれ、軍事参議官中の高級古参の者を以てこれに充てるとされた（ただし通常時に「議長」とよばれることはなかった）。軍事参議院の構成員たる軍事参議官そのものは閑職であったが、参議院（参議官会議とも）議長を務めるほどの古参の大将には長老として権威があった（たとえば東郷平八郎）。

## 軍需産業における議長
中小の軍需産業企業ではメタルストーム社など代表者の肩書きが議長(Chairman)である企業が多い。これは軍におけるChairmanが組織のトップであることに由来している。

## 法人における議長
法人においては、理事会などの会合の議事を進行させる役目の人を議長と呼ぶ。議長の権限は法律ないし定款で定められていることがある。定款により、たとえば「理事長が理事会の議長を務める」のように定めることがある。この場合、法人の役職に対する肩書きとしての「議長」は存在しない。
日本の企業においては取締役会の議事進行を行うものが「議長」を務める。多くは代表取締役社長ないしは会長であることが多いが、コーポレートガバナンス改革の一環として、監督と執行の分離を図るために、コニカミノルタのように、社長・会長とは別に「取締役会議長」職を置いたり、日立製作所・東芝。ソニーグループなどのように、社外取締役を「取締役会議長」として取締役会の議事進行権を与えているケースもある。

## その他の議長
- 最高会議幹部会議長 - ソビエト連邦の国家元首。
- 国家評議会議長 - キューバ(1976-2019)、旧東ドイツ、共産主義時代のブルガリアなどの社会主義国の元首。
- 閣僚評議会議長 - イタリアの首相やキューバの首相(1976-2019)などの正式な称号。
- 日本共産党中央委員会議長 - 日本共産党中央委員会の役職で、最高指導部[注 7]である「党三役」のひとつ。1958年に新設され、2006年以降は長らく空席だったが、2024年に志位和夫が就任した。
- 全国労働組合総連合 - 代表の役職名は「議長」。

## 座長
議長に類似する役職。会議の代表というニュアンスは薄く、その時々の会合の議事運営について責任を負う暫定的な役職という色合いが濃い場合が多い。
特に学会発表の場合の一枠（セッション）について、司会・進行を担う役割があり、英語の(session) chairに相当する。
ただし、「会議」という名前でも、1回の会合ではなく一定期間続く合議体において、とりまとめ訳を座長と称することがある。例えば皇室典範に関する有識者会議においては座長、座長代理が置かれた。
座長は、演芸関係の興行を行う団体である「座」の長、統括者の意味もある（基本的に主演者が担う。興行に限らず、テレビドラマやテレビアニメ等の主演者も座長と呼ばれる）。